# Mr. Nutz
Mr. Nutz é um videogame da categoria de jogos de plataforma desenvolvido pela empresa Ocean Software para Super Nintendo Entertainment System em 1993, para Mega Drive em 1994, e em seguida para o Game Boy e Game Boy Color, e mais tarde para o Game Boy Advance.

## Enredo
Mr. Nutz é um esquilo com habilidades que decide salvar o mundo do Yeti Mr. Blizzard que resolveu congelar a terra. Assim, Mr. Nutz parte para suas aventuras em busca de salvar o mundo.

## Jogabilidade
Mr. Nutz conta com poderes como atirar nozes, correr, pular e quando se agacha, com sua cauda ele passa uma "rasteira" nos inimigos. Todas as fases são divididas em jornadas de aventuras e possuem um general no final para ser enfrentado. Não há possibilidade de salvar o progresso, no entanto ao final de cada jornada, é possível obter um password para acesso dos avanços. Os comandos são bem respondidos e os sons bem elaborados, assim como as fases, que contam com muitas armadilhas, inimigos e objetos escondidos para que o jogador não perca nenhum detalhe.

## Fases
- Wood Land:
- Adventure Park:
- Living Room - Fowl Kitchen:
- Volcano Underpass - Clouds:
- Mean Streets:
- Ice Scream: